# Faro de la isla de Isabel II
El faro de la isla de Isabel II es un faro situado en la pequeña isla Isabel II del archipiélago de las islas Chafarinas, situado al sur del mar de Alborán, a 48 kilómetros al este de Melilla, a casi 4 kilómetros de la costa de Marruecos en el Cabo de Agua o Ras el Ma, y a 22,7 kilómetros de Marsa Ben M'Hidi (Argelia). Está gestionado por la autoridad portuaria de Melilla.

## Historia
El primer faro fue instalado por la guarnición militar en uno de los miradores de la fortificación de la isla. El faro actual se puso en servicio en 1899 con un aparato de tercer orden. Hasta 1927 utilizó vapor de petróleo por incandescencia, pero a partir de esa fecha se automatizó con un sistema de acetileno y se eliminó el personal permanente. En 1984, el faro se electrificó con paneles solares.